# Kerabistus vantoli
Kerabistus vantoli är en insektsart som beskrevs av Bragg 200. Kerabistus vantoli ingår i släktet Kerabistus och familjen Aschiphasmatidae. Inga underarter finns listade i Catalogue of Life.